# Haki Abaz Skuqi
Haki Abaz Skuqi (1 de Março de 1958 – 22 de outubro de 1986) foi um condecorados piloto albanês, comandante do Regimento Kuçova.
Skuqi nasceu em Lekaj, uma pequena aldeia perto de Gols, no actual município Rrogozhinë. Ele formou-se na Academia da Força Aérea de Tirana e serviu como um piloto de combate de Mig-19. Durante um voo de rotina no dia 22 de outubro de 1986, o seu avião sofreu uma avaria grave e caiu do céu, matando-o instantaneamente. Skuqi foi declarado "Mártir da Nação" por um Conselho de Ministros de 22 de Abril de 1996 e seu corpo descansa no Cemitério dos Mártires em Tirana.